# Heath Blackgrove
Heath Denyer Murray Blackgrove (nascido em 5 de dezembro de 1980) é um ciclista profissional neozelandês. Representou seu país, Nova Zelândia, nos Jogos Olímpicos de Verão de 2004 em Atenas, competindo em duas provas de ciclismo de estrada.